# 29431 Shijimi
A 29431 Shijimi (ideiglenes jelöléssel 1997 GA26) a Naprendszer kisbolygóövében található aszteroida. Hiroshi Abe fedezte fel 1997. április 12-én.

## Kapcsolódó szócikk
- Kisbolygók listája (29001–29500)